# Suns of Arqa
Suns of Arqa — этно-музыкальный коллектив, основанный в 1979 году. Коллектив не имеет постоянного состава, за все время участие в его записях и выступлениях принимало более 200 музыкантов.

## О группе
Основателем коллектива является Майкл Вадада. Первый альбом группы получил название Revenge of the Mozabites и вышел в 1979 году. В дальнейшем Вадада продолжал исполнять этническую музыку, привлекая музыкантов со всего мира, с которыми он встречался во время собственных путешествий. В течение следующих лет вышли полноформатные альбомы Wadada Magic (1980), India? (1982), Ark of the Arqans (1984). Группа Вадады также выступала вместе с ямайским регги-исполнителем Prince Far I, в том числе во время его последнего концерта.
В дальнейшем Вадада начал выпускать альбомы на собственном лейбле Arka Sound. Первой пластинкой, изданной самостоятельно, стала Land of a Thousand Churches (1991). Кроме того, с широким распространением Интернета Suns of Arqa запустили собственный сайт, использующийся для публикации различных творческих проектов, музыки, текстов песен, ремиксов и прочих материалов.

## Дискография
- 1979 — Revenge Of The Mozabites
- 1991 — Land of a Thousand Churches
- 1992 — Arqaology
- 1996 — Animan
- 1998 — Arqaology
- 1999 — Cosmic Jugalbandi
- 1999 — Jaggernaut Whirling Dub Xtorch
- 1999 — Live With Prince Far I
- 1999 — Meet the Gayan Uttejak Orchestra
- 1999 — Shabda
- 2001 — The Suns Of Arqa Mixes
- 2001 — Un1verse City
- 2002 — Technomor Remixes Vol 4
- 2005 — Hallucinasia
- 2006 — Big and Live
- 2006 — Hindu Pic
- 2008 — Through The Gate We Go[4][5]